# Högre, långt högre än skyarna går
Högre, långt högre än skyarna går är en sång publicerad första gången i Stridsropet nr 16, 1899 med text av Oskar Hultkrantz och musik från 1896 av Thomas H Bayley.

## Publicerad i
- Svenska Frälsningsarméns sångbok 1922 som nr 20 under rubriken "Inledningssånger och psalmer".
- Frälsningsarméns sångbok 1968 som nr 388 under rubriken "Erfarenhet och vittnesbörd".
- Frälsningsarméns sångbok 1990 som nr 552 under rubriken "Erfarenhet och vittnesbörd".